# Ben Olsen
Benjamin Robert Olsen conocido simplemente como "Ben" (Harrisburg, Pensilvania, Estados Unidos, 3 de mayo de 1977) es un exfutbolista y entrenador estadounidense. Actualmente es entrenador del Houston Dynamo de la Major League Soccer.

## Trayectoria

### Selección nacional
Ha sido internacional con la Selección de fútbol de los Estados Unidos, jugó 37 partidos internacionales y ha marcado 6 goles.

### Participaciones en la Copa Mundial de Fútbol
| Copa                           | Sede     | Resultado    |
| ------------------------------ | -------- | ------------ |
| Copa Mundial de Fútbol de 2006 | Alemania | Primera fase |

### Participaciones en la Copa de Oro de la Concacaf
| Copa                            | Sede           | Resultado |
| ------------------------------- | -------------- | --------- |
| Copa de Oro de la Concacaf 2005 | Estados Unidos | Campeón   |

### Participaciones en la Copa FIFA Confederaciones
| Copa                           | Sede   | Resultado    |
| ------------------------------ | ------ | ------------ |
| Copa FIFA Confederaciones 1999 | México | Tercer lugar |

## Clubes

### Como jugador
| Club              | País           | Año       |
| ----------------- | -------------- | --------- |
| D.C. United       | Estados Unidos | 1998-2000 |
| Nottingham Forest | Inglaterra     | 2001      |
| D.C. United       | Estados Unidos | 2002-2009 |

### Como asistente
| Club        | País           | Año  | Partidos dirigidos |
| ----------- | -------------- | ---- | ------------------ |
| D.C. United | Estados Unidos | 2010 | 22                 |

### Como entrenador
| Club           | País           | Año       | Partidos dirigidos |
| -------------- | -------------- | --------- | ------------------ |
| D.C. United    | Estados Unidos | 2010-2020 | 381                |
| Houston Dynamo | Estados Unidos | 2022-Act. | 124                |

## Estadísticas como jugador
| Club                         | Div.          | Temporada     | Liga  | Liga  | Copas nacionales | Copas nacionales | Continental | Continental | Total | Total |
| Club                         | Div.          | Temporada     | Part. | Goles | Part.            | Goles            | Part.       | Goles       | Part. | Goles |
| ---------------------------- | ------------- | ------------- | ----- | ----- | ---------------- | ---------------- | ----------- | ----------- | ----- | ----- |
| DC United Estados Unidos     | 1.ª           | 1998          | 31    | 4     | 6                | 0                | —           | —           | 37    | 4     |
| DC United Estados Unidos     | 1.ª           | 1999          | 28    | 5     | 6                | 2                | —           | —           | 34    | 7     |
| DC United Estados Unidos     | 1.ª           | 2000          | 13    | 1     | —                | —                | —           | —           | 13    | 1     |
| Nottingham Forest Inglaterra | 2.ª           | 2000-01       | 18    | 2     | —                | —                | —           | —           | 18    | 2     |
| Nottingham Forest Inglaterra | Total         | Total         | 18    | 2     | —                | —                | —           | —           | 18    | 2     |
| DC United Estados Unidos     | 1.ª           | 2002          | 10    | 0     | —                | —                | —           | —           | 10    | 0     |
| DC United Estados Unidos     | 1.ª           | 2003          | 26    | 4     | —                | —                | —           | —           | 26    | 4     |
| DC United Estados Unidos     | 1.ª           | 2004          | 25    | 3     | 4                | 0                | —           | —           | 29    | 3     |
| DC United Estados Unidos     | 1.ª           | 2005          | 23    | 2     | 4                | 0                | 2           | 0           | 29    | 2     |
| DC United Estados Unidos     | 1.ª           | 2006          | 20    | 2     | 3                | 0                | —           | —           | 23    | 2     |
| DC United Estados Unidos     | 1.ª           | 2007          | 24    | 7     | 6                | 0                | 2           | 1           | 32    | 8     |
| DC United Estados Unidos     | 1.ª           | 2008          | 1     | 0     | —                | —                | —           | —           | 1     | 0     |
| DC United Estados Unidos     | 1.ª           | 2009          | 20    | 1     | —                | —                | 2           | 0           | 22    | 1     |
| DC United Estados Unidos     | Total         | Total         | 221   | 31    | 29               | 2                | 6           | 1           | 256   | 34    |
| Total carrera                | Total carrera | Total carrera | 239   | 33    | 29               | 2                | 6           | 1           | 274   | 36    |

### Goles internacionales
| # | Día                     | Lugar                    | Rival       | Gol | Resultado | Competición          |
| - | ----------------------- | ------------------------ | ----------- | --- | --------- | -------------------- |
| 1 | 21 de febrero de 1999   | Fort Lauderdale, Florida | Chile       | 2–1 | 2–1       | Amistoso             |
| 2 | 30 de julio de 1999     | Guadalajara, México      | Alemania    | 2–0 | 2–0       | Copa Confederaciones |
| 3 | 12 de marzo de 2000     | Birmingham, Alabama      | Túnez       | 1–1 | 1–1       | Amistoso             |
| 4 | 17 de noviembre de 2002 | Washington D. C.         | El Salvador | 1–0 | 2–0       | Amistoso             |
| 5 | 19 de febrero de 2006   | Frisco, Texas            | Guatemala   | 1–0 | 4–0       | Amistoso             |
| 6 | 11 de abril de 2006     | Cary, North Carolina     | Jamaica     | 1–1 | 1–1       | Amistoso             |

### Resumen estadístico
| Competición           | Partidos | Goles | Promedio |
| --------------------- | -------- | ----- | -------- |
| Ligas                 | 239      | 31    | 0.13     |
| Copas nacionales      | 29       | 2     | 0.07     |
| Copas internacionales | 6        | 1     | 0.17     |
| Selección Absoluta    | 37       | 6     | 0.16     |
| Total                 | 311      | 40    | 0.13     |

## Estadísticas como entrenador
| Equipo                        | Div.                | Temporada           | Liga | Liga | Liga | Liga | Liga |    | Copa | Copa | Copa | Copa |    | Internacional | Internacional | Internacional | Internacional | Internacional |   | Otros | Otros | Otros | Otros |     | Totales     | Totales | Totales | Totales | Totales | Totales | Totales | Totales | Totales |
| Equipo                        | Div.                | Temporada           | PD   | G    | E    | P    | Pos. | PD | G    | E    | P    | PD   | G  | E             | P             | Pos.          | PD            | G             | E | P     | PD    | G     | E     | P   | Rendimiento | GF      | GC      | Dif.    |         |         |         |         |         |
| ----------------------------- | ------------------- | ------------------- | ---- | ---- | ---- | ---- | ---- | -- | ---- | ---- | ---- | ---- | -- | ------------- | ------------- | ------------- | ------------- | ------------- | - | ----- | ----- | ----- | ----- | --- | ----------- | ------- | ------- | ------- | ------- | ------- | ------- | ------- | ------- |
| D.C. United Estados Unidos    | 1.ª                 | 2010                | 12   | 3    | 1    | 8    | 16.º | 1  | 0    | 0    | 1    | -    | -  | -             | -             | -             | -             | -             | - | -     | 13    | 3     | 1     | 9   | 25.64%      | 10      | 18      | -8      |         |         |         |         |         |
| D.C. United Estados Unidos    | 1.ª                 | 2011                | 34   | 9    | 12   | 13   | 13.º | 2  | 0    | 1    | 1    | -    | -  | -             | -             | -             | -             | -             | - | -     | 36    | 9     | 13    | 14  | 37.04%      | 53      | 57      | -4      |         |         |         |         |         |
| D.C. United Estados Unidos    | 1.ª                 | 2012                | 34   | 17   | 7    | 10   | 3.º  | 2  | 1    | 0    | 1    | -    | -  | -             | -             | -             | 4             | 1             | 2 | 1     | 40    | 19    | 9     | 12  | 55%         | 60      | 51      | +9      |         |         |         |         |         |
| D.C. United Estados Unidos    | 1.ª                 | 2013                | 34   | 3    | 7    | 24   | 19.º | 5  | 4    | 1    | 0    | -    | -  | -             | -             | -             | -             | -             | - | -     | 39    | 7     | 8     | 24  | 24.79%      | 31      | 61      | -30     |         |         |         |         |         |
| D.C. United Estados Unidos    | 1.ª                 | 2014                | 34   | 17   | 8    | 9    | 3.º  | 1  | 0    | 0    | 1    | 6    | 5  | 0             | 1             | 1/4           | 2             | 1             | 0 | 1     | 43    | 23    | 8     | 12  | 59.69%      | 64      | 48      | +16     |         |         |         |         |         |
| D.C. United Estados Unidos    | 1.ª                 | 2015                | 34   | 15   | 6    | 13   | 8.º  | 2  | 1    | 0    | 1    | 6    | 3  | 2             | 1             | 1/4           | 3             | 1             | 0 | 2     | 45    | 20    | 8     | 17  | 50.37%      | 59      | 57      | +2      |         |         |         |         |         |
| D.C. United Estados Unidos    | 1.ª                 | 2016                | 34   | 11   | 13   | 10   | 10.º | 1  | 0    | 1    | 0    | -    | -  | -             | -             | -             | 1             | 0             | 0 | 1     | 36    | 11    | 14    | 11  | 43.52%      | 55      | 51      | +4      |         |         |         |         |         |
| D.C. United Estados Unidos    | 1.ª                 | 2017                | 34   | 9    | 5    | 20   | 21.º | 2  | 1    | 0    | 1    | -    | -  | -             | -             | -             | -             | -             | - | -     | 36    | 10    | 5     | 21  | 32.41%      | 36      | 63      | -27     |         |         |         |         |         |
| D.C. United Estados Unidos    | 1.ª                 | 2018                | 34   | 14   | 9    | 11   | 9.º  | 2  | 0    | 2    | 0    | -    | -  | -             | -             | -             | 1             | 0             | 1 | 0     | 37    | 14    | 12    | 11  | 48.65%      | 64      | 54      | +10     |         |         |         |         |         |
| D.C. United Estados Unidos    | 1.ª                 | 2019                | 34   | 13   | 11   | 10   | 10.º | 2  | 1    | 0    | 1    | -    | -  | -             | -             | -             | 1             | 0             | 0 | 1     | 37    | 14    | 11    | 12  | 47.75%      | 46      | 46      | +0      |         |         |         |         |         |
| D.C. United Estados Unidos    | 1.ª                 | 2020                | 16   | 2    | 5    | 9    | Inc. | 3  | 0    | 2    | 1    | -    | -  | -             | -             | -             | -             | -             | - | -     | 19    | 2     | 7     | 10  | 29.83%      | 15      | 32      | -17     |         |         |         |         |         |
| D.C. United Estados Unidos    | Total               | Total               | 334  | 113  | 84   | 137  | -    | 23 | 8    | 7    | 8    | 12   | 8  | 2             | 2             | -             | 12            | 3             | 3 | 6     | 381   | 132   | 96    | 153 | 43.05%      | 493     | 538     | -45     |         |         |         |         |         |
| Houston Dynamo Estados Unidos | 1.ª                 | 2023                | 34   | 14   | 9    | 11   | 9.º  | 6  | 6    | 0    | 0    | 4    | 0  | 3             | 1             | 1/8           | 5             | 2             | 2 | 1     | 49    | 22    | 14    | 13  | 54.42%      | 75      | 51      | +24     |         |         |         |         |         |
| Houston Dynamo Estados Unidos | 1.ª                 | 2024                | 34   | 15   | 9    | 10   | 8.º  | 1  | 0    | 1    | 0    | 7    | 2  | 3             | 3             | 1/8           | 2             | 0             | 2 | 0     | 44    | 17    | 14    | 13  | 49.25%      | 59      | 50      | +9      |         |         |         |         |         |
| Houston Dynamo Estados Unidos | 1.ª                 | 2025                | 26   | 7    | 8    | 11   | -    | 2  | 1    | 0    | 1    | 3    | 0  | 0             | 3             | FG            | -             | -             | - | -     | 31    | 8     | 8     | 15  | 34.41%      | 40      | 54      | -14     |         |         |         |         |         |
| Houston Dynamo Estados Unidos | Total               | Total               | 94   | 36   | 26   | 32   | -    | 9  | 7    | 1    | 1    | 15   | 2  | 6             | 7             | -             | 7             | 2             | 4 | 1     | 124   | 47    | 36    | 41  | 47.58%      | 174     | 155     | +19     |         |         |         |         |         |
| Total en su carrera           | Total en su carrera | Total en su carrera | 428  | 149  | 110  | 169  | -    | 32 | 15   | 8    | 9    | 27   | 10 | 8             | 9             | -             | 19            | 5             | 7 | 7     | 505   | 179   | 132   | 194 | 44.16%      | 667     | 693     | -26     |         |         |         |         |         |
| 1. 2. 3.                      |                     |                     |      |      |      |      |      |    |      |      |      |      |    |               |               |               |               |               |   |       |       |       |       |     |             |         |         |         |         |         |         |         |         |

### Resumen por competiciones
| Competición                      | Partidos | Ganados | Empatados | Perdidos | %      | Resultado        |
| -------------------------------- | -------- | ------- | --------- | -------- | ------ | ---------------- |
| MLS                              | 428      | 149     | 110       | 169      | 43.38% | 3.er lugar       |
| MLS Cup                          | 19       | 5       | 7         | 7        | 38.6%  | Semifinales      |
| US Open Cup                      | 29       | 15      | 6         | 8        | 58.62% | Campeón          |
| MLS is Back                      | 3        | 0       | 2         | 1        | 22.22% | Fase de grupos   |
| Liga de Campeones de la Concacaf | 16       | 9       | 3         | 4        | 62.5%  | Cuartos de final |
| Leagues Cup                      | 10       | 1       | 4         | 5        | 23.33% | Octavos de final |
| TOTAL                            | 505      | 179     | 132       | 194      | 44.16% | 2 Títulos        |

## Palmarés

### Como jugador

#### Campeonatos nacionales
| Título                   | Equipo      | País           | Año  |
| ------------------------ | ----------- | -------------- | ---- |
| MLS Supporters' Shield   | D.C. United | Estados Unidos | 1999 |
| MLS Supporters' Shield   | D.C. United | Estados Unidos | 2006 |
| MLS Supporters' Shield   | D.C. United | Estados Unidos | 2007 |
| MLS Cup                  | D.C. United | Estados Unidos | 1999 |
| MLS Cup                  | D.C. United | Estados Unidos | 2004 |
| Lamar Hunt U.S. Open Cup | D.C. United | Estados Unidos | 2008 |

#### Copas internacionales
| Título                           | Equipo      | País           | Año  |
| -------------------------------- | ----------- | -------------- | ---- |
| Liga de Campeones de la Concacaf | D.C. United | Estados Unidos | 1998 |
| Copa Interamericana              | D.C. United | Estados Unidos | 1998 |

(*) Incluyendo la selección

### Distinciones individuales
| Distinción               | Año  |
| ------------------------ | ---- |
| MLS Best XI              | 2007 |
| Novato del año de la MLS | 1998 |
| MLS Cup MVP              | 1999 |

### Como entrenador

#### Campeonatos nacionales
| Título                   | Equipo         | País           | Año  |
| ------------------------ | -------------- | -------------- | ---- |
| Lamar Hunt U.S. Open Cup | D.C. United    | Estados Unidos | 2013 |
| Lamar Hunt U.S. Open Cup | Houston Dynamo | Estados Unidos | 2023 |

#### Distinciones individuales
| Distinción                                   | Año  |
| -------------------------------------------- | ---- |
| Entrenador del año de la Major League Soccer | 2014 |